# Johan Deckmyn
Johan Désiré Julien Deckmyn (Gent, 21 december 1967) is een Belgisch politicus voor het Vlaams Belang.

## Biografie
Deckmyn genoot zijn lager en secundair onderwijs aan het Sint-Amanduscollege in Gent. Daarna studeerde hij informatica aan de Hogeschool Gent, alwaar hij in 1991 afstudeerde als analist-programmeur. Hij werd vennoot en directeur van een informaticabedrijf.

### Politieke carrière
Zijn politieke carrière begon bij de Vlaams Blok Jongeren. In 1988 werd hij fractiesecretaris in Gent voor het Vlaams Belang. Hij deed in 1995 zijn intrede in de lokale politiek als OCMW- en gemeenteraadslid. Hij bleef OCMW-raadslid tot in 2000 en het mandaat van gemeenteraadslid oefent hij nog steeds uit. Van 2011 tot 2025 was hij fractievoorzitter in de Gentse gemeenteraad. Ook was hij van mei tot oktober 1994 provincieraadslid van Oost-Vlaanderen.
Na de derde rechtstreekse Vlaamse verkiezingen van 13 juni 2004 kwam hij begin juli 2004 voor de kieskring Oost-Vlaanderen in het Vlaams Parlement terecht als opvolger van Francis Van den Eynde, die aan zijn mandaat verzaakte. In de legislatuur 2004-2009 werd Deckmyn er vast lid van de commissie Mobiliteit, Openbare Werken en Energie en de commissie Cultuur, Jeugd, Sport en Media, alsook zetelde hij van 2005 tot 2009 in de commissie Werk, Economie en Sociale Economie. 
Ook na de volgende Vlaamse verkiezingen van 7 juni 2009 bleef hij Vlaams volksvertegenwoordiger tot mei 2014. Hij was tijdens die legislatuur van september 2009 tot februari 2012 secretaris en vanaf februari 2012 tweede ondervoorzitter van de Commissie voor Cultuur, Jeugd, Sport en Media en vanaf september 2009 vast lid van de Commissie voor Economie, Economisch Overheidsinstrumentarium, Innovatie, Wetenschapsbeleid, Werk en Sociale Economie. In 2014 stond hij bij de Kamerverkiezingen van 25 mei als tweede op de Oost-Vlaamse lijst, maar hij werd niet verkozen.
Bij de verkiezingen van 26 mei 2019 werd Deckmyn opnieuw verkozen als Vlaams Parlementslid. Hij nam zitting in de Commissie Cultuur, Sport, Media en Jeugd en was van oktober 2019 tot juni 2024 eerste ondervoorzitter van de commissie voor Buitenlands Beleid, Europese Aangelegenheden, Internationale Samenwerking en Toerisme. Bij de Vlaamse verkiezingen van 9 juni 2024 werd Deckmyn herkozen, waarna hij opnieuw ondervoorzitter werd van de commissie Buitenlands Beleid. Na deze verkiezingen werd hij door zijn partij eveneens aangeduid om als deelstaatsenator zitting te nemen in de Senaat.
Johan Deckmyn is sinds 2019 ook vast lid van het Benelux-parlement, waar hij eerder van 2004 tot 2014 zitting had als plaatsvervangend lid.

### Suske & Wiske
Op 9 januari 2011 verdeelde het Vlaams Belang op de jaarlijkse nieuwjaarsreceptie van de stad Gent kalenders met daarop een parodie op het Suske & Wiske-album De wilde weldoener. Daarop spanden de erven Vandersteen en WPG Uitgevers een rechtszaak aan tegen Deckmyn en het Vrijheidsfonds. In eerste aanleg werd Deckmyn veroordeeld, maar hij ging in beroep. Begin 2019 was er hieromtrent nog geen uitspraak. De zaak werd gestopt omdat het te lang duurde.

### Bezoek aan Emirdag (Turkije)
Eind 2011 bracht Deckmyn samen met Tanguy Veys een bezoek aan het Turkse stadje Emirdağ binnen het kader van de campagne 'Emirdağ heeft je nodig', waarmee het Gentse Vlaams Belang in Gent wonende mensen van Turkse origine wou overtuigen terug te keren naar Turkije. Daarbij spraken ze enkele plaatselijke parlementsleden en de burgemeester van het stadje. Dit bezoek leidde ertoe dat toenmalig Gents schepen Resul Tapmaz beledigende uitspraken deed over het Vlaams Belang, waarop Deckmyn een klacht indiende wegens laster en eerroof. Het parket stelde echter dat de uitlatingen van Tapmaz beledigend konden zijn maar geen laster of eerroof waren en seponeerde de klacht.

## Uitslagen verkiezingen
| Verkiezing                     | Kieskring       | Datum           | Lijst         | Plaats op lijst | Voorkeursstemmen | Uitslag      | Partijuitslag binnen kieskring |
| ------------------------------ | --------------- | --------------- | ------------- | --------------- | ---------------- | ------------ | ------------------------------ |
| Vlaamse parlementsverkiezingen | Oost-Vlaanderen | 13 juni 2004    | Vlaams Blok   | 1e opvolger     | 7.236            | 1e opvolger  | 22,82 %                        |
| Gemeenteraadsverkiezing        | Gent            | 8 oktober 2006  | Vlaams Belang | 3e plaats       | 1.324            | 3e titularis | 18,05 %                        |
| Vlaamse parlementsverkiezingen | Oost-Vlaanderen | 7 juni 2009     | Vlaams Belang | 3e plaats       | 7.245            | 3e titularis | 15,39 %                        |
| Gemeenteraadsverkiezing        | Gent            | 14 oktober 2012 | Vlaams Belang | 1e plaats       | 2.122            | 1e titularis | 6,5 %                          |
| Gemeenteraadsverkiezing        | Gent            | 14 oktober 2018 | Vlaams Belang | 1e plaats       | 2.461            | 1e titularis | 7,8 %                          |
| Vlaamse parlementsverkiezingen | Oost-Vlaanderen | 26 mei 2019     | Vlaams Belang | 5e plaats       | 8.778            | 5e titularis | 20,64 %                        |
| Vlaamse parlementsverkiezingen | Oost-Vlaanderen | 9 juni 2024     | Vlaams Belang | 5e plaats       | 7.586            | 5e titularis | 23,28 %                        |
| Gemeenteraadsverkiezing        | Gent            | 13 oktober 2024 | Vlaams Belang | 1e plaats       | 1.882            | 1e titularis | 6,5 %                          |